# غوستاف أوتو دوغلاس
غوستاف أوتو دوغلاس (بالسويدية: Gustav Otto Douglas)‏ هو عسكري سويدي، ولد في 23 فبراير 1687 في ستوكهولم في السويد، وتوفي في 2 فبراير 1771 في تالين في إستونيا.